# Calar del Mundo
La sierra de Calar del Mundo está ubicada en el sector noroeste de las cordilleras prebéticas, en la provincia de Albacete, comunidad autónoma de Castilla-La Mancha (España).
Forma parte del Parque natural de los Calares del Río Mundo y de la Sima. 
Se sitúa, entre otros, en los términos municipales de Villaverde de Guadalimar y Yeste.
Los parajes incluidos en el parque natural son: 
- Calar del Mundo.
- Calar de en Medio.
- Chorros del Mundo.
- Poljé de la Cañada de los Mojones.
- Sierra del Cujón.
- Calar de la Sima.

- Datos: Q5739745